# Karl Börgemann

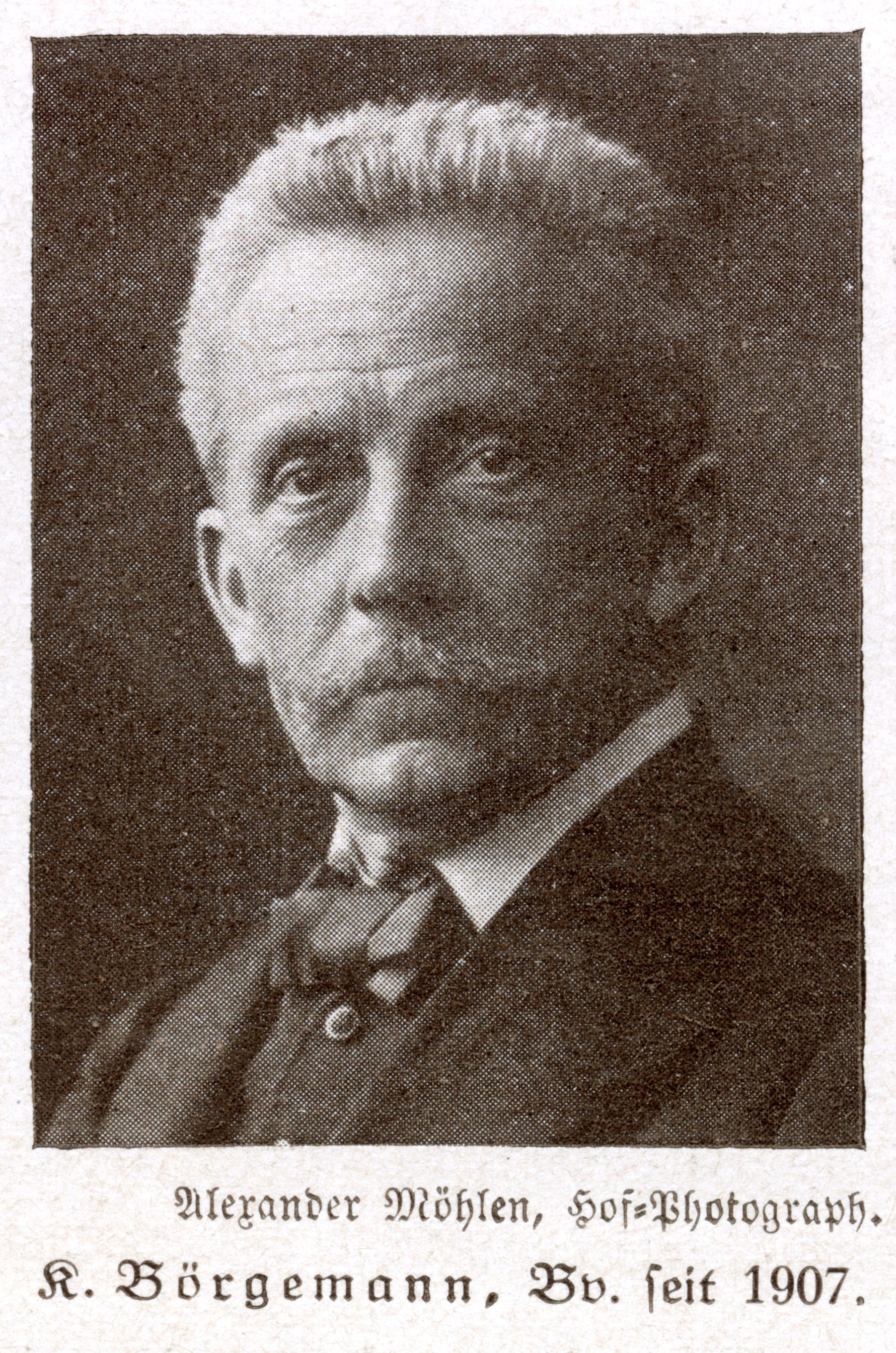
Börgemann als Bürgervorsteher Hannovers;
Fotodruck von 1913 nach Alexander Möhlen

Karl Börgemann (* 22. April 1851 in Hannover; † 22. September 1938 ebenda; vollständiger Name: Karl Christian Friedrich Börgemann) war ein deutscher Architekt und Kommunalpolitiker.

## Leben

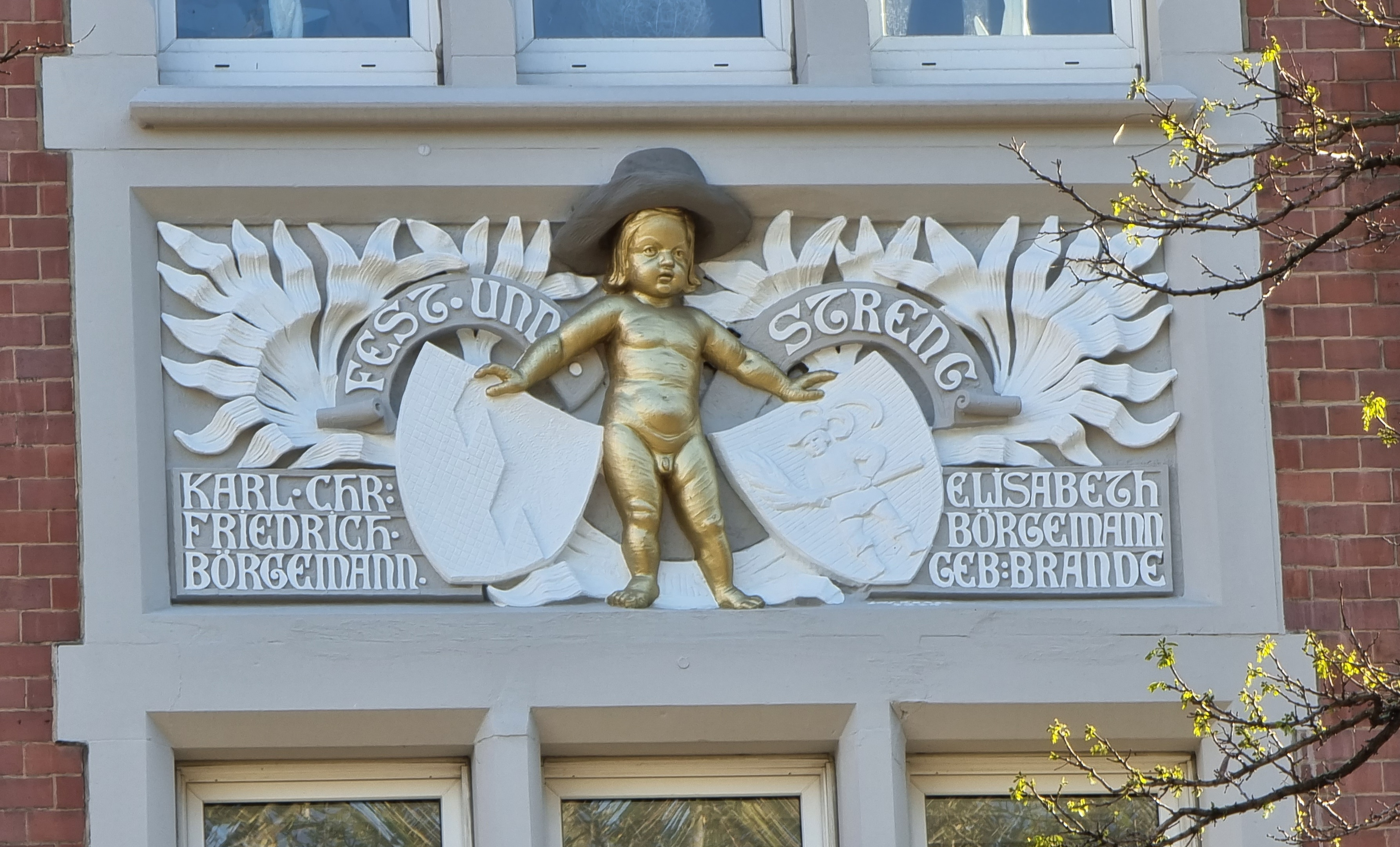
„Fest und streng“-Wahlspruch mit Putto und Wappen Karl Börgemanns und Elisabeth, geborene Brande;
am Wohnsitz Marienstraße 39 Ecke Papenstieg

Die Apostelkirche in Hannover;
Zeichnung von Börgemann; Broschur zur Einweihung am 28. September 1884

Karl Börgemann absolvierte sein Architekturstudium zwischen 1871 und 1882 an der Polytechnischen Schule bzw. Technischen Hochschule Hannover, ehe er nach einem Praktikum in Zwickau in Hannover tätig war, unter anderem als Bauleiter der Apostelkirche (1880–1884) unter der Leitung von Conrad Wilhelm Hase. Börgemann war seit 1883 selbständiger Architekt in seiner Heimatstadt Hannover, entwarf überwiegend Bauten im Stil der Hannoverschen Schule (so genannte Rundbogenarchitektur).
Er war Mitglied zahlreicher Vereine, so des Hannoverschen Künstlervereins, des Architekten- und Ingenieurvereins Hannover und 1903 Mitbegründer des Bundes Deutscher Architekten (BDA).
1907 wurde er im Aegidientor-Distrikt zum Bürgervorsteher gewählt und zählte damit zum hannoverschen Bürgervorsteherkollegium.

## Bauten (Auswahl)
- 1884–1886: Kirche der Henriettenstiftung in Hannover, Marienstraße (nicht erhalten)
- 1884–1886: Villa Willmer, genannt „Tränenburg“, für den Ziegeleibesitzer Friedrich Willmer in Hannover-Waldhausen, Hildesheimer Straße (1971 gegen Proteste von Architekten und Bevölkerung abgerissen, heute dort ein Parkplatz)
- 1888–1890: Evangelische Kirche in Hemelingen
- 1888–1889: Villa Daacke in Osterode am Harz
- 1889–1994: Evangelische Kirche in Wittlohe
- 1890–1894: Haus Eichhorn als Geschäftshaus der Kaffeerösterei Eichhorn in Hannover, Steintorstraße 7  (unter Denkmalschutz)
- 1890–1891: Geschäftshaus Hagemann in Hannover, Marienstraße 9
- 1892–1895: Heilig-Geist-Spital und Stift, Rats- und von Soden-Kloster (Altenheime) in Hannover, Heiligengeiststraße (unter Denkmalschutz)
- 1893–1894: Eigenes Wohnhaus Börgemanns in Hannover, Marienstraße 32
- 1894–1895: Krankenhaus in Hemelingen
- 1896–1897: Villa Weiße Distel in Hannover, Neues Haus 3
- 1899: Haus Gröne, genannt „Dat Gröne Hus“, in Hannover, Sextrostraße 1 (unter Denkmalschutz)
- 1898–1900: Geschäftshaus für die Hannoversche Bank in Hannover, Georgsplatz (heute Deutsche Bank AG, unter Denkmalschutz)
- 1899–1901: Evangelische Lukaskirche in Hannover-Vahrenwald (Turm erhalten und unter Denkmalschutz)
- 1899–1900: Verwaltungsgebäude der Westinghouse AG in Hannover, Goetheplatz (nicht erhalten)
- 1904–1909: Evangelische Lutherkirche in Osnabrück
- 1905–1906: Gemeinde- und Pfarrhaus der Christuskirche in Hannover (unter Denkmalschutz)
- 1909 begonnen: Bauten für die Döhrener Wollwäscherei und -kämmerei in Hannover-Döhren (vermutlich Uhrturm und Schlauchturm, unter Denkmalschutz)
- 1911–1913: Geschäftshaus der Sparkasse in Jena
- 1912: Grabmal für Gustav Schönermark in Hannover, auf dem Stadtfriedhof Stöcken
- 1913: Turm der Stadtkirche St. Marien in Celle
- 1921–1922: Bauten für die Arbeiterkolonie Döhrener Jammer sowie Werkmeisterwohnungen der Wollwäscherei in Hannover-Döhren, Kastanienallee (unter Denkmalschutz)
- 1926–1935: Gebäude der Lagerbierbrauerei Wülfel, Hildesheimer Straße 420 (unter Denkmalschutz)

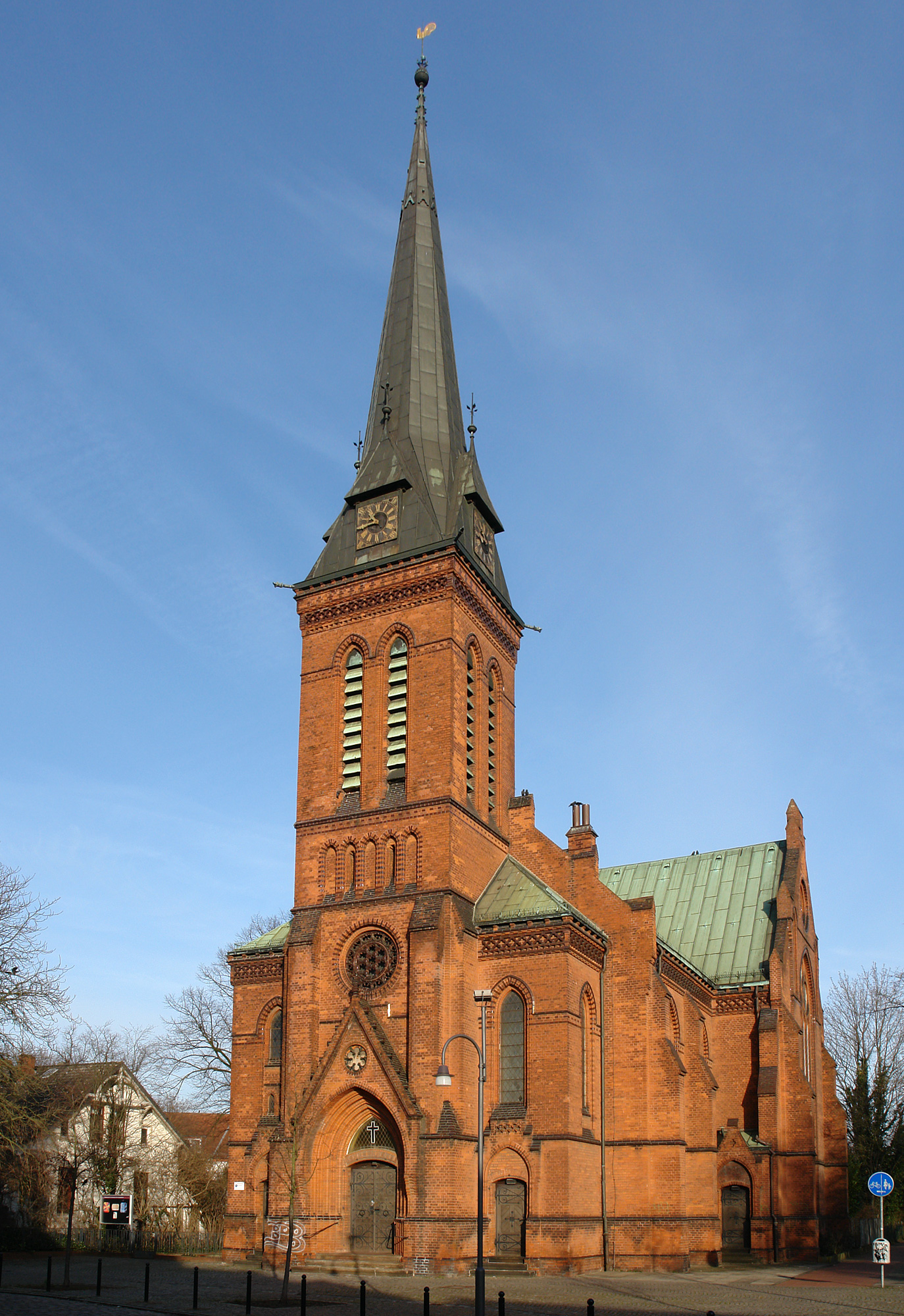
Evangelische Kirche in Hemelingen (1888–1890)
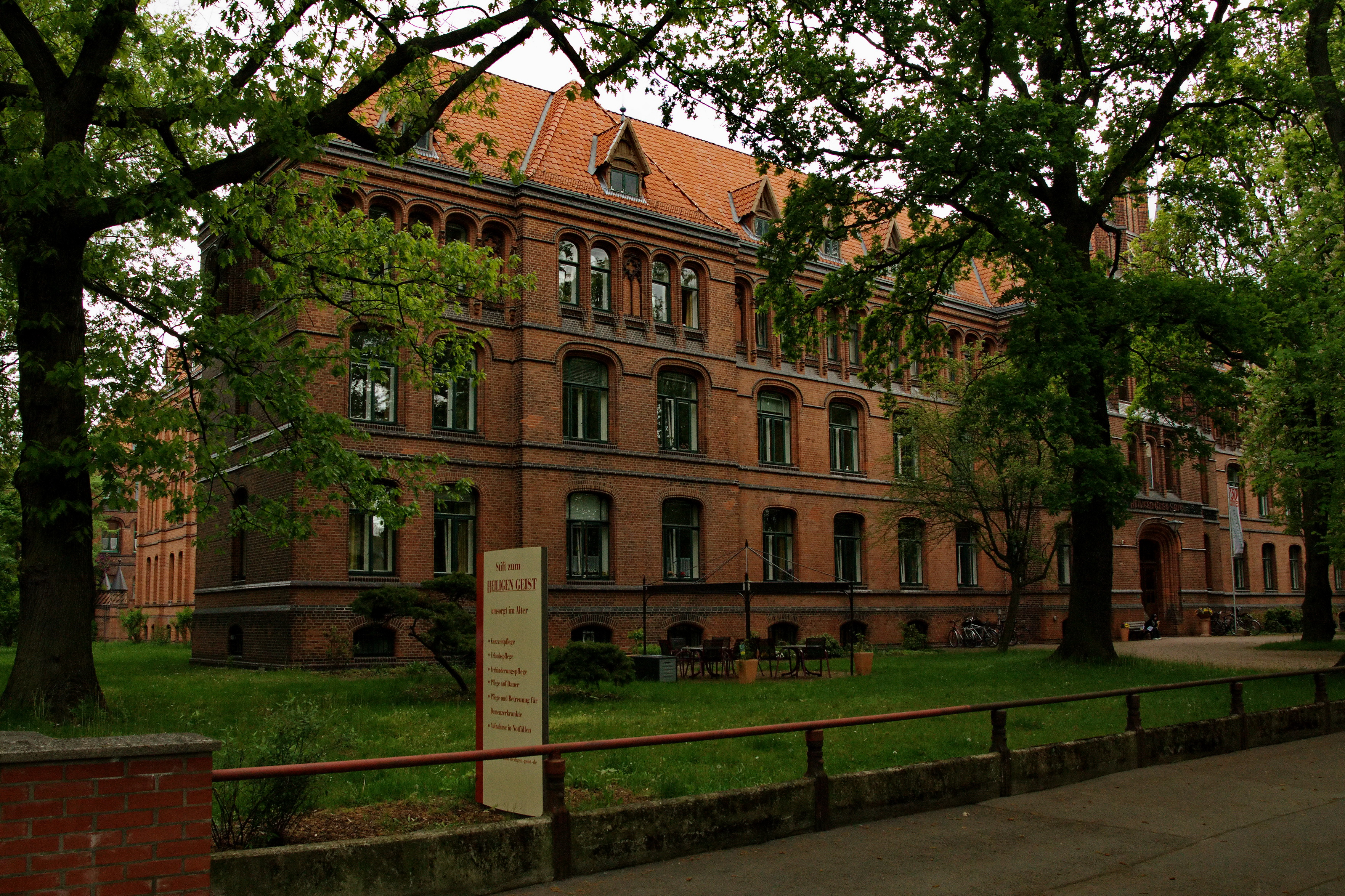
Stift zum Heiligen Geist in Hannover (1892–1895)
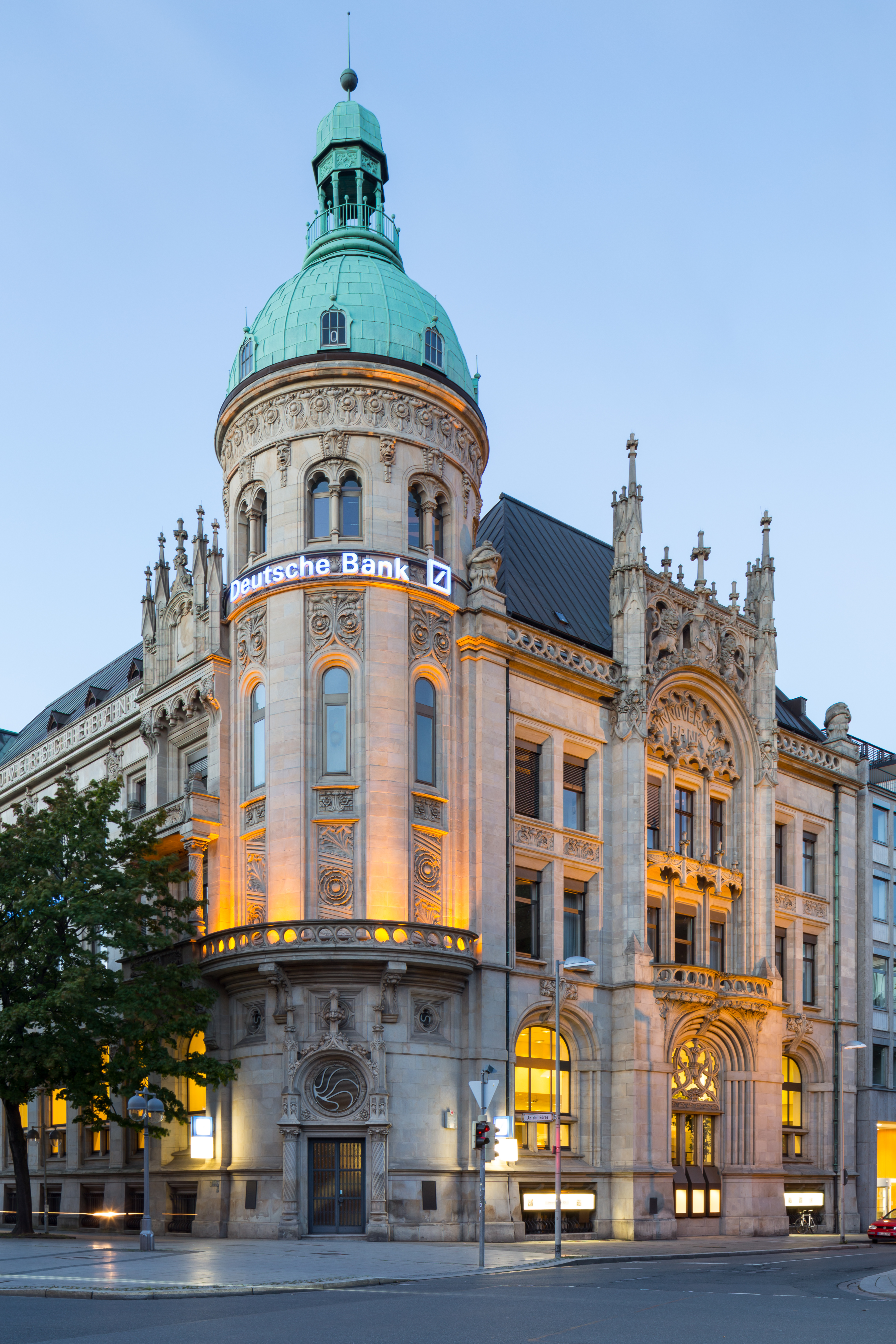
Hannoversche Bank (1898–1900)
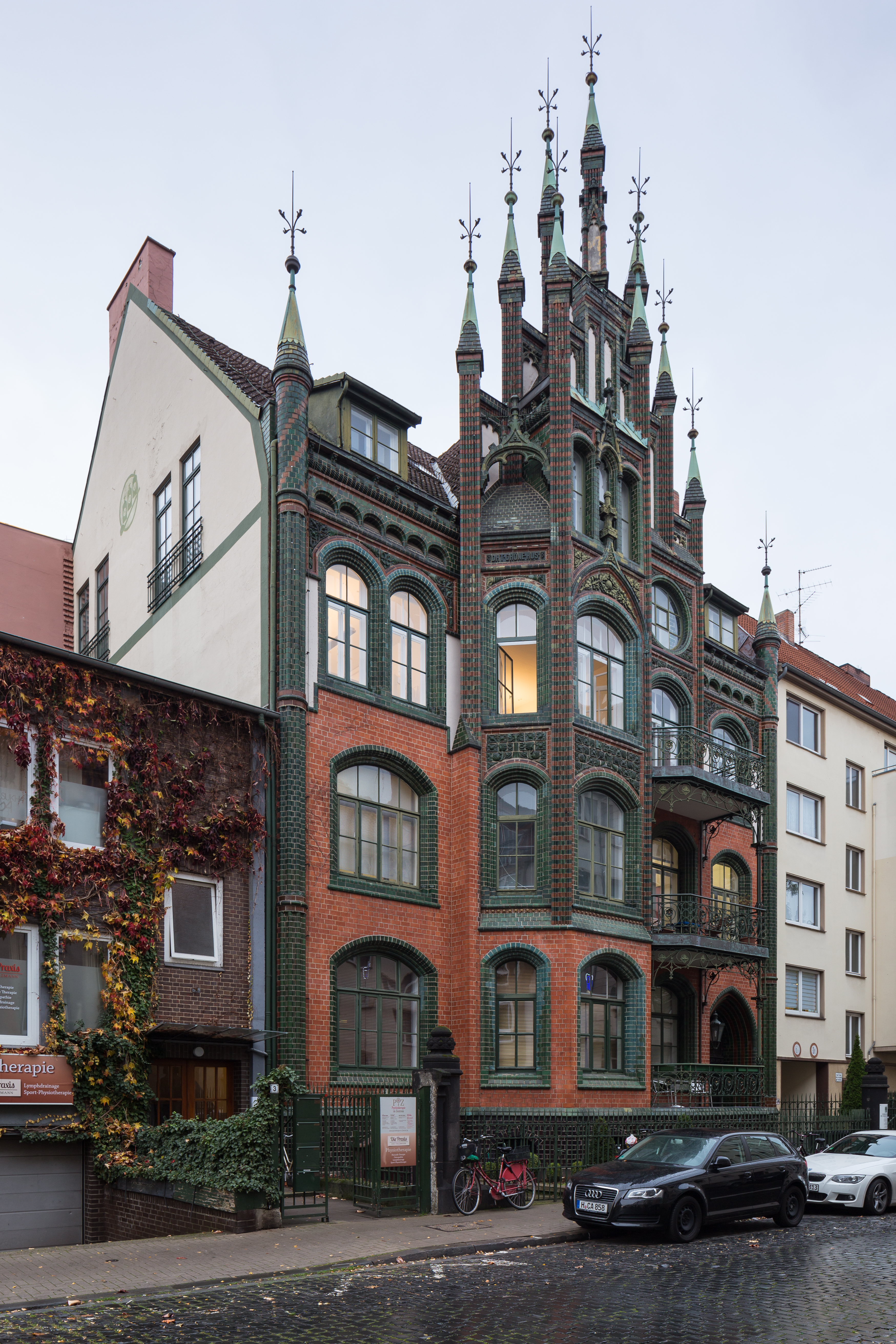
Dat gröne Hus, Hannover-Südstadt (1899)
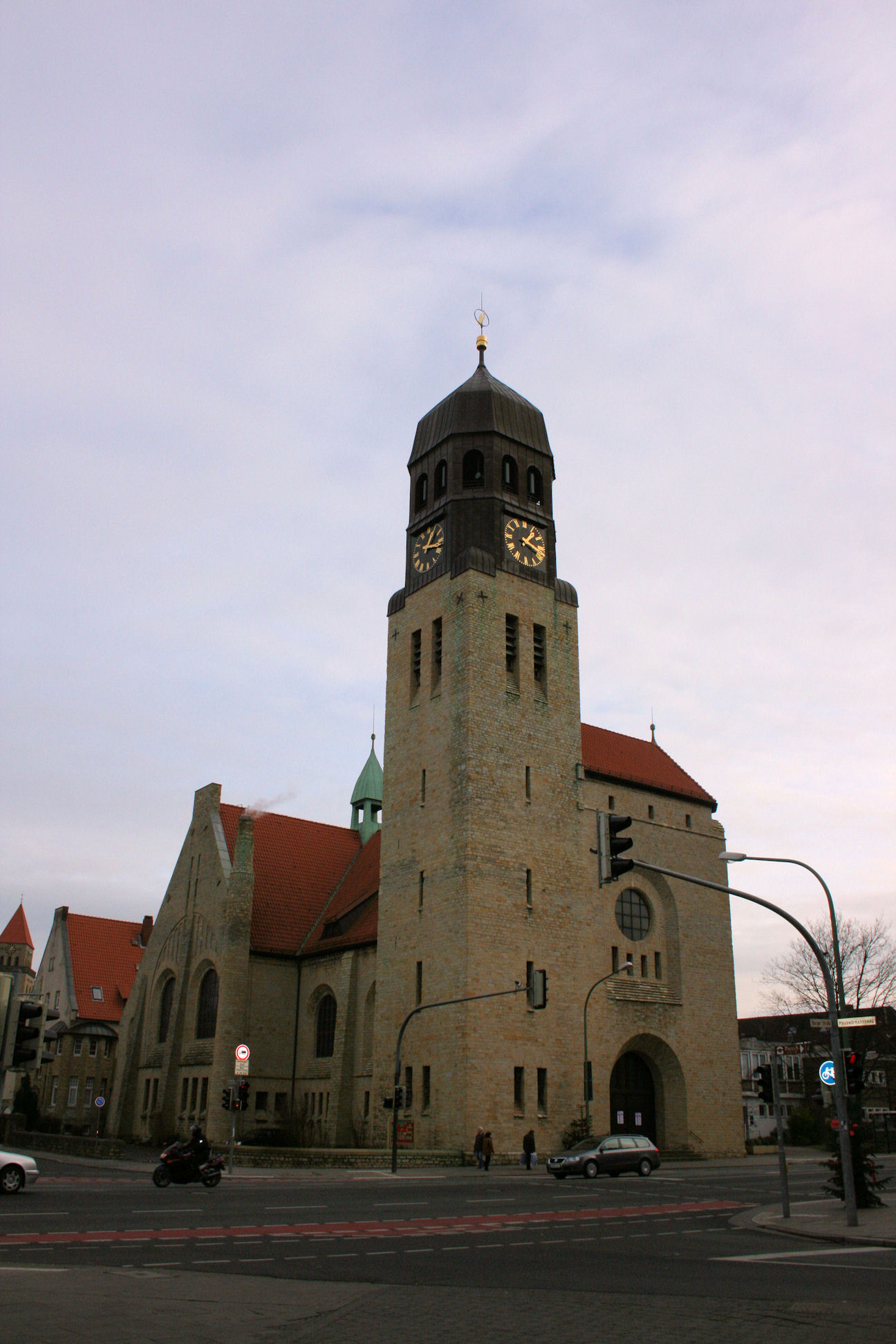
Lutherkirche in Osnabrück (1904–1909)
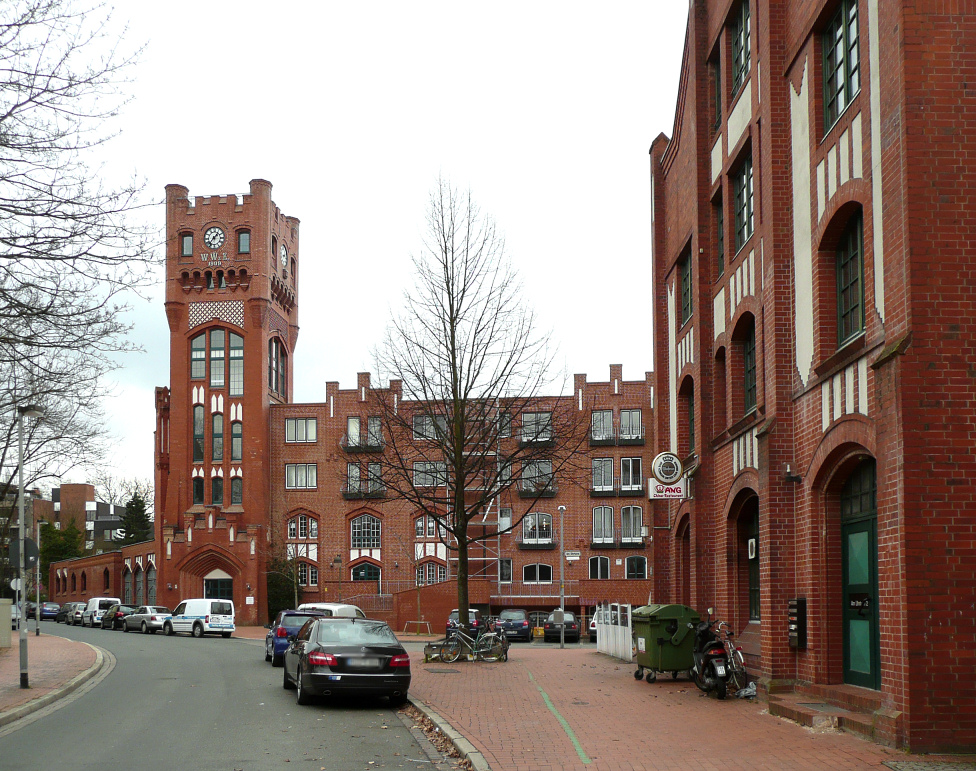
Uhrturm der Döhrener Wollwäscherei und -kämmerei (1909)